# Maximiliaan van Hohenzollern-Sigmaringen
Maximiliaan van Hohenzollern-Sigmaringen (20 januari 1636 - Sigmaringen, 13 augustus 1689) was van 1681 tot aan zijn dood vorst van Hohenzollern-Sigmaringen. Hij behoorde tot het huis Hohenzollern-Sigmaringen.

## Levensloop
Maximiliaan was de oudste zoon van vorst Meinrad I van Hohenzollern-Sigmaringen en Anna Maria van Törring-Seefeld, dochter van vrijheer Ferdinand van Törring-Seefeld.
Samen met zijn jongere broer Frans Anton trad hij in keizerlijk-Oostenrijkse dienst en voerde hij het bevel over een dragondersregiment. Ook vocht hij aan de zijde van keizer Leopold I in de Oostenrijks-Turkse Oorlog. Daarna nam hij deel aan de Hollandse Oorlog tegen Frankrijk, waarin hij het commando voerde over het Rijksleger aan de Rijn. Nadat in 1678 de Vrede van Nijmegen werd gesloten, trok Maximiliaan naar Wenen.
Op 12 januari 1666 huwde Maximiliaan in Boxmeer met Maria Clara (1635-1715), dochter en erfgename van graaf Albrecht van den Bergh 's-Heerenberg. Na de dood van haar broer Oswald III in 1702 kwam het graafschap van den Bergh in handen van het huis Hohenzollern-Sigmaringen. Tot de Nederlandse erfenis behoorden verder de heerlijkheden Boxmeer, 's-Heerenberg, Diksmuide, Gendringen, Etten, Wisch, Pannerden en Millingen.
Na de dood van zijn vader in 1681 erfde Maximiliaan het vorstendom Hohenzollern-Sigmaringen, terwijl zijn broer Frans Anton het graafschap Hohenzollern-Haigerloch erfde. Hij voerde heel wat bouwwerken uit aan de stad Sigmaringen en het Slot Sigmaringen. In augustus 1689 stierf hij op 53-jarige leeftijd.

## Huwelijk en nakomelingen
Maximiliaan en zijn echtgenote Maria Clara kregen twaalf kinderen:
- Anna Maria (1666-1668)
- Maria Magdalena Clara (1668-1725), zuster in het klooster Gnadenthal in Ingolstadt
- Maria Theresia Cleopha (1669-1731), zuster in Buchau
- Meinrad II Karel Anton (1673-1715), vorst van Hohenzollern-Sigmaringen
- Frans Albrecht Oswald (1676-1748), kanunnik van de Dom van Keulen
- Frans Hendrik (1678-1731), kanunnik van de Dom van Keulen en van de Dom van Augsburg
- Karel Anton (1679-1684)
- Anton Sidonius (1681-1719), huwde in 1712 met gravin Maria Josepha van Verdenberg-Namiest
- Johan Frans Anton (1683-1733), huwde eerst in 1712 met Maria Barbara Everhardt van Lichtenhaag en daarna met Maria Antonia van Fraunberg-Fraunberg
- Maximiliaan Froben Maria (1685-1734), monnik
- Karel (1687-1689)
- Frederica Christina Maria (1688-1745), huwde in 1718 met graaf Sebastiaan van Montfort-Tettnagg